# Douglas Engelbart
Douglas Carl Engelbart, ameriški inženir in izumitelj, in zgodnji računalniški in internetni pionir, * 30. januar 1925, Portland, Oregon, ZDA, † 2. julij 2013, Atherton, Kalifornija, ZDA.
Engelbart je bil najbolj znan po svojem delu na ustanovnem področju interakcije med človekom in računalnikom, še posebej pa na njegov Augmentation Research Center v SRI International, ki je bil posledica za nastanek računalniške miške in razvoj hypertext-a, računalnikov v omrežju, in predhodnih sestavin za grafični uporabniški vmesnik. Ti so se pokazale pri The Mother of All Demos leta 1968. Poimenovanje, da je notranja stopnja človeške uspešnosti eksponenta, se imenuje Engelbartov zakon.
V začetku 1950 leta se je odločil da bo trajno službo opustil in probal narediti svet boljši prostor. Utemeljil je, da se zahtevnost svetovnih problemov veča in da je za izboljšanje sveta potrebna koordinacija več ljudi. Verjel je da je to najbolj učinkovit način za reševanje težav. Prepričan je bil da bo v prihodnje računalnik, ki je bil takrat mišljen le kot orodje za avtomatizacijo, postal nujno orodje za bodoče delavce na področju znanja. Bil je zavezan k razvoju uporabi računalnikov in računalniških omrežij za reševanje vse bolj kompleksnih svetovnih problemov. Njegovo prepričanje je bilo, da ko so človeški sistemi in sistemi orodij usklajeni, tako da so delavci preživeli čas pri izboljšanju orodij, bi to vodilo do pospešenega napredka. 
V skladu s Engelbartovimi smernicami, se je Augmentation Research Center razvijal, s pomočjo financiranja predvsem DARPA pa tudi NLS, ki je demonstriral številne tehnologije. Večino teh tehnologij uporabljamo prav danes, demonstrirana je bila računalniška miška, bitmapped zasloni in hipertekst. Vse tehnologije so bile prikazane na prireditvi "Mother of All Demos". Laboratorij je bil prenesen iz SRI v Tymshare v poznih sedemdesetih letih, ki ga je leta 1984 McDonnell Douglas, NLS pa se je preimenoval v Augment. Zaradi pomanjkanja zanimanja in financiranja iz strani Tymshara in McDonnell Douglasa se Douglas Engelbart upokoji leta 1986. 
Leta 1988 sta Engelbart in njegova hčerka Christina ustanovila Inštitut Bootstrap - pozneje znan kot Inštitut Doug Engelbart - s ciljem spodbujati Englebartovo vizijo, zlasti na Univerzi Stanford. Decembra 2000 je predsednik ZDA Bill Clinton nagradil Engelbarta z nacionalno nagrado za tehnologijo, najvišjo tehnološko nagrado v ZDA. Decembra 2008 pa ga je počastil SRI na 40. obletnici "Mother of All Demos".         

## Zgodnje življenje in izobrazba
Engelbart se je rodil v Portlandu v Oregonu 30. januarja 1925, Carlu Louisu Engelbartu in Gladys Charlotte Amelii Munson Engelbart. Njegovi predniki so bili nemškega, švedskega in norveškega porekla. 
Rodil se je drugi izmed treh otrok, s sestro Dorianne (tri leta starejša) in bratom Davidom (14 mesecev mlajši). Družina je v zgodnjih letih živela v Portlandu v Oregonu in se preselila v okolico ob Johnsonu Creeku, ko je imel Douglas 8 let. Njegov oče je umrl eno leto kasneje. 1942 je diplomiral iz Portlandske Franklinske visoke šole. 
Na polovici svojega študija na Oregon State College v Corvallisu, blizu konca druge svetovne vojne, je bil pozvan k služenju mornarici Združenih držav Amerike. Tam je služil 2 leti kot radarski tehnik na Filipinih. Na majhnem otoku, v drobni koči na podstrešju, je prebral članek Vannevarja Busha z naslovom "Kakor si mislimo", ki ga je močno navdihnil. Vrnil se je na Oregon State College in leta 1948 diplomiral iz elektrotehnike. Medtem ko je bil na Oregon State Collegu, je bil član socialnega bratstva Sigma Phi Epsilon. Najet je bil v Nacionalnem svetovalnem odboru za aeronavtiko v Amesovem raziskovalnem centru, kjer je vzdrževal vetrne tunele. V prostem času je užival v pohodništvu, kampiranju in ljudski plesih. Tam je srečal Ballardo Fish (18. avgust 1928 - 18. junij 1997), ki je šele dokončevala usposabljanje v smeri poklicne terapevtke. Poročila sta se 5. maja 1951 v državnem parku Portola. Kmalu zatem je Engelbart zapustil Ames, da bi doktoriral na UC Berkeleyju.  

## Kariera in dosežki

### Vodilna filozofija
Engelbart je dobil navdih za kariero decembra 1950, ko se je poročil in spoznal, da nima nobenih kariernih ciljev razen tega da je poročen.     
Čez več mesecev se je odločil da bo kariero namenil:    
1. izboljševanju sveta,
2. da bo za izboljšanje sveta potreben večji kolektiv podobno mislečih ljudi,
3. da je probleme v svetu najbolje reševati čim prej ter sproti,
4. da bi bili prav računalniki lahko zelo priročni pri odpravljanju navedenih primerov.

Leta 1945 je Engelbart z zanimanjem prebral članek Vannevarja Busha z naslovom "Kakor si mislimo", kot poziv k ukrepanju širjenja znanja kot nacionalni izziv. Prav tako je v članku prebral temo o nedavnem pojavu računalnikov. Kot radarski tehnik je iz izkušenj vedel da je te informacije mogoče analizirati in prikazati na zaslonu. Sam si je lahko med branjem predstavljal intelektualne delavce, ki sedijo pri delavnih postajah in "plujejo" po informacijskem prostoru; skupaj rešujejo pomembne probleme s svojo intelektualno sposobnostjo.    
Vpisal se je na univerzo za elektrotehniko v Kaliforniji v Berkeleyju. Diplomiral je leta 1953, magister znanosti pa je postal leta 1955. Kot diplomant, je v Berkeleyju pomagal pri izgradnji Kalifornijskega digitalnega računalniškega podjetja CALDIC. Njegovo diplomsko delo je privedlo do kar osmih patentov. Po končanem doktoratu je Engelbart ostal na Berkeleyju kot pomožni profesor, vendar je po enem letu odšel, saj je opazil da tam ne mora nadaljevati svoje vizije.  Engelbart je nato ustanovil podjetje "Digital Techniques", da bi lahko komercializiral lastne doktorske raziskave o napravah za shranjevanje, vendar se je po enem letu odločil nadaljevati raziskave o katerih je sanjal že od leta 1951.    

### SRI in Razširitveni raziskovalni center
Engelbart je zasedel mesto na SRI International (znan kot Stanford Research Institute) v Menlo Parku v Kaliforniji leta 1957. Delal je za Hewitt Crane za magnetne naprave in miniaturizacijo elektronike; Engelbart in Crane sta postala tesna prijatelja. V SRI je Engelbart kmalu pridobil ducat patentov in do leta 1962 pripravil poročilo o svoji viziji in predlagal raziskovalni program z naslovom Povečanje človeškega razumevanja: konceptualni okvir. Med drugim je poudaril, da je bil v tem dokumentu uveden "informacijsko modeliranje stavb", ki ga je sčasoma sprejela arhitekturna in inženirska praksa (najprej kot "parametrična zasnova") v devetdesetih in pozneje.
To je privedlo do financiranja DARPA za začetek njegovega dela. Engelbart je zaposlil raziskovalno skupino v svojem novem Razširjenem raziskovalnem centru (ARC, laboratorij, ki ga je ustanovil na SRI). Engelbart je v svoj laboratorij vgradil niz organizacijskih načel, ki jih je označil kot strategijo zagona. Zasnoval je strategijo za pospešitev stopnje inovativnosti svojega laboratorija.
ARC je postal gonilna sila zasnove in razvoja sistema oN-Line (NLS). Z grafičnim uporabniškim vmesnikom je z njim razvil elemente računalniškega vmesnika, kot so bitmapirani zasloni, miš, hipertekst, orodja za sodelovanje in predhodnice. Zasnoval in razvil je veliko idej za uporabniški vmesnik sredi šestdesetih let, veliko pred revolucijo osebnega računalnika, v času, ko je bila večina računalnikov nedostopna posameznikom, ki so lahko prek računalnikov uporabljali le računalnike (glej obdelavo serij) in ko je bila programska pisna oprema za vertikalne aplikacije v lastniških sistemih.
Engelbart je leta 1967 zaprosil za patent in jo prejel leta 1970 za leseno školjko z dvema kovinskima kolesoma (računalniška miška - US Patent 3,541,541), ki ga je razvil z Billom English, njegovim vodilnim inženirjem pred letom 1965. V patentni prijavi je opisan kot "kazalnik položaja X-Y za prikazni sistem". Njegova skupina je pozval kurzor na zaslonu tudi "bug", vendar ta izraz ni bil široko sprejet.
Za iznajdbo miške nikoli ni dobil licenčnin. Med intervjujem je dejal: »SRI je patentiral miško, vendar res nimam pojma o njegovi vrednosti. Nekaj let kasneje je izvedel, da je licencirala to družbi Apple Computer za približno 40.000 ameriških dolarjev.« [30] Engelbart je predstavil strnjeno tipkovnico in še veliko več njegovih izumov ARC leta 1968 v The Mother of All Demos.

### Zadnja leta in smrt
Engelbart se je udeležil konference Program za prihodnost leta 2010, kjer se je v muzeju Tech v San Joseju in na spletu pogovarjalo na stotine ljudi, ki so se pogovarjali o tem, kako si lahko prizadevajo za povečanje kolektivne inteligence
Najbolj popoln obseg Engelbartovih zagonskih idej najdemo v podpiranju našega kolektivnega IQ Douglas C. Engelbart, 1995. To vključuje tri ključne dokumente podjetja Engelbart, ki so jih v knjigo oblikovali Yuri Rubinsky in Christina Engelbart, da bi se spomnili predstavitve SoftQuadove spletne nagrade za leto 1995 Dougu Engelbartu na konferenci o svetovnem spletu v Bostonu decembra 1995. Natisnjene so bile le 2.000 softcover kopij, in 100 trdih platnic, oštevilčeni in podpisani s strani Engelbarta in Tim Berners-Lee. Engelbartovo knjigo zdaj revidira Inštitut Doug Engelbart.
V obširni zgodovini Engelbartovega laboratorija in dela so v What Dormouse Said: Kako si je šestdesetih protikulturnih organizacij oblikoval John Markoff in dediščino inovacij: SRI v prvem pol stoletja Donald Neilson. Druge knjige o Engelbartu in njegovem laboratoriju vključujejo: Bootstrapping: Douglas Engelbart, Coevolution in Origins of Personal Computing v Thierryju Bardiniju in Hipotezi Engelbarta: Dialogi z Douglasom Engelbartom, Valerie Landau in Eileen Clegg v pogovoru z Douglasom Engelbartom.  Vse štiri od teh knjig temeljijo na intervjujih z Engelbartom in drugim sodelavcem v njegovem laboratoriju.
Engelbart je imel štiri otroke, Gerda, Diana, Christina in Norman s svojo prvo ženo Ballard, ki je po 47 letih poroke umrl leta 1997. 26. januarja 2008 se je ponovno poročil pisatelju in producentu Karenu O'Learyju Engelbartu. V Tehnološkem muzeju inovacij je potekala praznovanje 85. rojstnega dne. Engelbart je umrl v svojem domu v Athertonu, Kalifornija 2. julija 2013, zaradi odpovedi ledvic. Po mnenju Inštituta Doug Engelbart je njegova smrt prišla po dolgem boju z Alzheimerjevo boleznijo, ki mu je bil diagnosticiran leta 2007.Engelbart je bil 88 let in je preživel njegova druga žena, štirje otroci iz prvega zakona in devet vnukov.